# واکنش وارونه
واکنش وارونه یعنی طرز فکر یا نگرشی که با تمایل یا آرزوی سرکوب شده تضاد داشته و در واکنش به آن خود را نشان می‌دهد. در واقع واکنش وارونه ابتدا یک سرکوب و پس از آن سرمایه‌گذاری متقابل در چیزی متفاوت، اما با نیرویی یکسان است. در واکنش وارونه یک ویژگی شخصیتی به یک ویژگی شخصیتی دیگر تغییر شکل می‌دهد یا متحول می‌شود. ویژگی دوم معمولاً از لحاظ اجتماعی مقبول‌تر است. ویژگی شخصیتی حاصل از واکنش وارونه دو حالت دارد: افراطی بودن و رشد سریع. اما رفتار‌های جدیدی که شخص پس از واکنش وارونه پیش می‌گیرد، با رفتارهایی که آن‌ها را کنار گذاشته‌است، در ارتباط و اغلب با آن‌ها در تضاد هستند. گاهی یک حرف یا یک موقعیت ناخوشایند و غافل گیرانه سبب می‌شود تا واکنش وارونه به وجود بیاید. اما گاهی هم واکنش وارونه خودبه‌خود به وجود می‌آید. مادری که با دنیا آوردن فرزند خود از بلندپروازی‌هایش دور می‌ماند، نسبت به او احساس خشم می‌کند اما نمی‌تواند آن را مستقیم نشان بدهد و درعوض به مادری بسیار مهربان تبدیل می‌شود اما به علت افراط در مهربانی، زندگی فرزندش را تبدیل به جهنم می‌کند.